# (1027) Esculapia
(1027) Esculapia es un asteroide que forma parte del cinturón de asteroides y fue descubierto por Georges Achille van Biesbroeck el 11 de noviembre de 1923 desde el Observatorio Yerkes de Williams Bay, Estados Unidos.

## Designación y nombre
Esculapia se designó al principio como 1923 YO11.
Más adelante fue nombrado por Esculapio, un dios de la mitología romana.

## Características orbitales
Esculapia está situado a una distancia media del Sol de 3,155 ua, pudiendo acercarse hasta 2,74 ua y alejarse hasta 3,57 ua. Tiene una excentricidad de 0,1315 y una inclinación orbital de 1,254°. Emplea 2047 días en completar una órbita alrededor del Sol.
Esculapia forma parte de la familia asteroidal de Temis.